# Népszava
Népszava – węgierski dziennik wydawany w Budapeszcie. Został założony w 1873 roku.